# Rihour (métro de Lille)
Pour les articles homonymes, voir Rihour.
Rihour est une station de la ligne 1 du métro de Lille, située à Lille. Elle est ouverte le 25 avril 1983.
Implantée sous la place Rihour avec accès sur cette place, la station dessert la place du Général-de-Gaulle, place centrale de la ville à proximité, dans le quartier de Lille-Centre.

## Situation sur le réseau
La station Rihour est située sur la ligne 1 entre les stations Gare Lille-Flandres et République - Beaux-Arts.

## Histoire
La station est inaugurée le jour du passage de François Mitterrand, le 25 avril 1983.
Ses quais ont été allongés pour atteindre 52 mètres afin d'accueillir des rames de quatre voitures.

## Service aux voyageurs

### Accueil et accès
Station bâtie sur deux niveaux souterrains, bénéficiant de plusieurs accès et d'un ascenseur en surface. Niveau -1 : vente et compostage des billets ; niveau -2 : niveau intermédiaire permettant de choisir la direction du trajet ; niveau -3 : accès à la ligne 1, voies centrales et quais opposés. Elle est appelée parfois la station du petit Louvre.[réf. nécessaire] La raison en est qu'en surface, seule une pyramide de verre (servant de puits de lumière à la station), trônant au milieu de la place est visible.

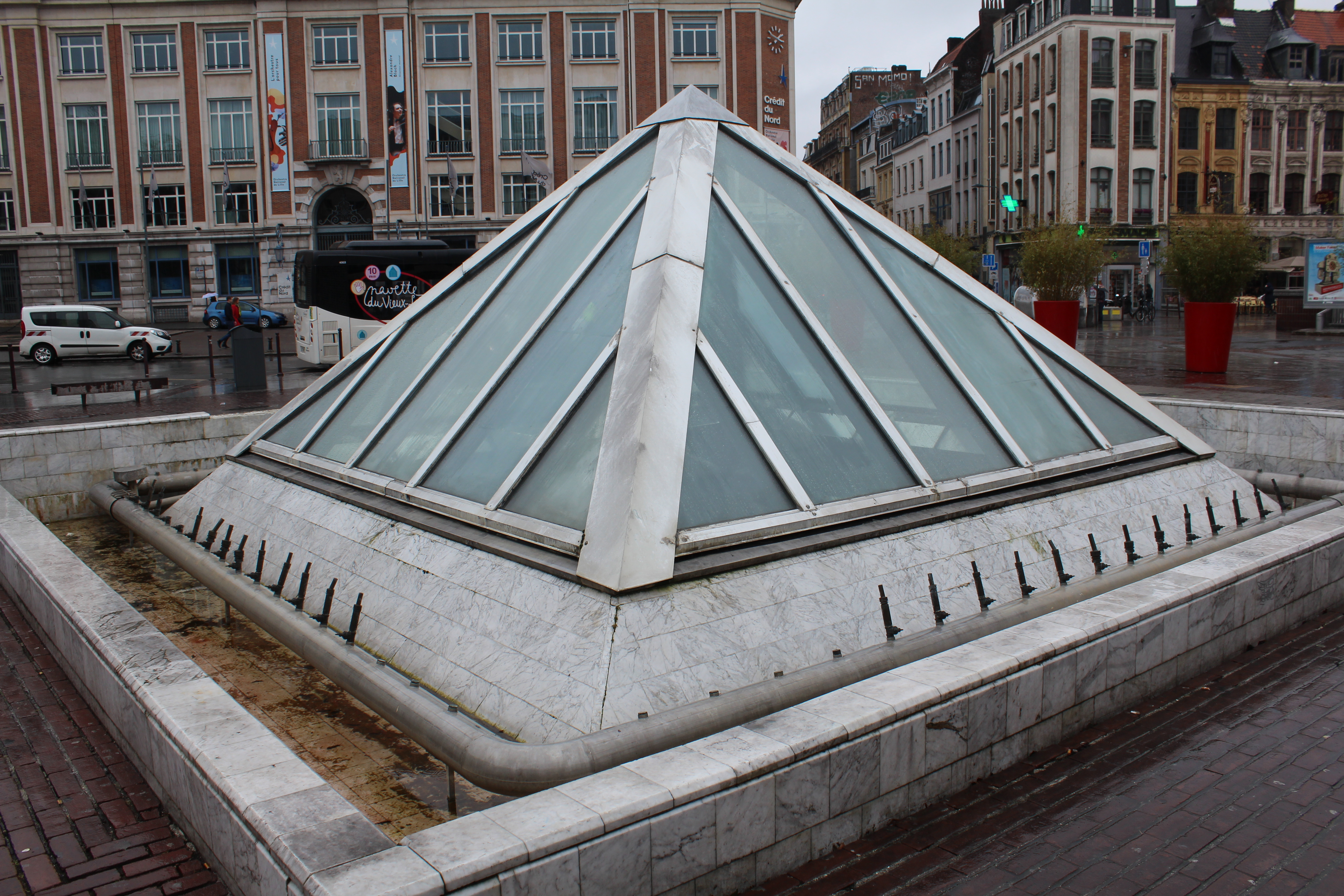
La pyramide de la station

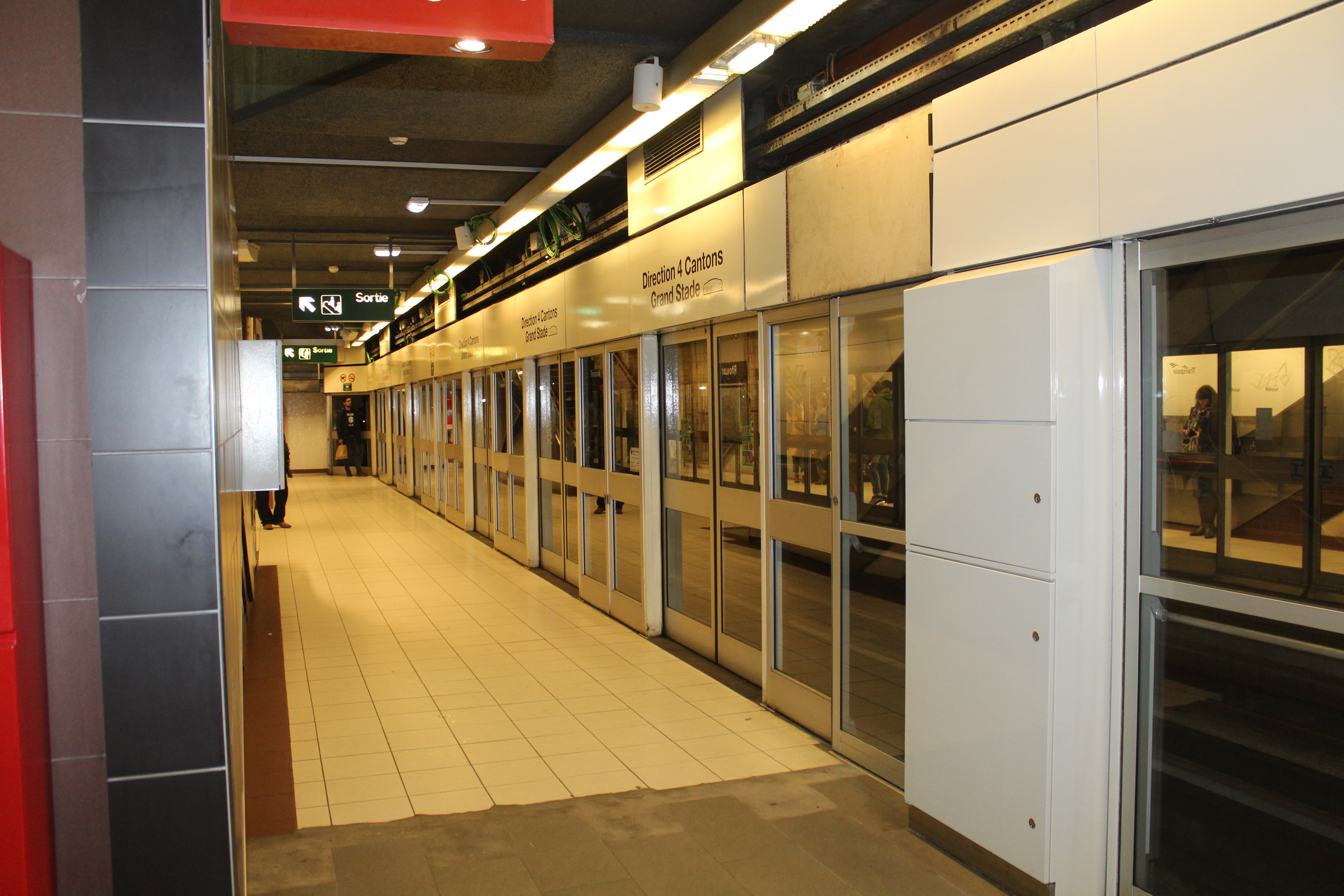
Le quai direction Quatre Cantons

### Intermodalité
Une station V'Lille ainsi qu'une station d'autopartage Citiz sont situées à proximité de la station.
La station est desservie par la navette du Vieux-Lille.

## À proximité
- Le Palais Rihour
- La Place du Général-de-Gaulle (la Grand-Place)
- Le Nouveau Siècle de Lille
- L'Opéra de Lille
- Le Théâtre du Nord
- Le Lycée Saint-Paul
- Le quartier du Vieux-Lille
- L'Office de Tourisme et des Congrès de Lille
- EPITECH
- Le siège de La Voix du Nord
- Le Printemps Lille
- La FNAC
- Le Furet du Nord